# Regres demograficzny
Regres demograficzny − ubytek liczby ludności na danym obszarze związany z ubytkiem naturalnym lub ujemnym saldem migracji.